# Temporada da IndyCar Series de 2018
A temporada da Verizon IndyCar Series de 2018 foi a vigésima terceira temporada da categoria. O campeonato foi disputado entre 12 de março e 17 de setembro. Nesta temporada foi introduzido um novo kit aerodinâmico universal para o atual chassi Dallara DW12.
Teve como campeão o neozelandês Scott Dixon, da Chip Ganassi Racing, que obteve o pentacampeonato da IndyCar e superou os 4 títulos de Mario Andretti, Sébastien Bourdais e Dario Franchitti, ficando atrás de A. J. Foyt, com 7 conquistas (todas na fase USAC). Ele foi ainda o piloto que obteve mais pódios na temporada (9), venceu 3 corridas (mesmo número do vice-campeão Alexander Rossi, Will Power e Josef Newgarden) e uma pole-position, em Gateway.
O canadense Robert Wickens, da Schmidt Peterson Motorsports, sofreu um violento acidente na etapa de Pocono e não completou a temporada, porém venceu o prêmio de Rookie do ano, com 110 pontos de vantagem sobre Zach Veach. Além deles, fizeram suas estreias na Indy: Matheus Leist (A. J. Foyt Enterprises), Pietro Fittipaldi, Zachary Claman DeMelo (ambos pela equipe Dale Coyne Racing), Jordan King (Ed Carpenter Racing), René Binder e Kyle Kaiser (pela Juncos Racing). Stefan Wilson, Santino Ferrucci, Patricio O'Ward, Colton Herta, Alfonso Celis Jr. e Jack Harvey fizeram outras provas durante o ano.
Esta foi, ainda, a primeira temporada em que Hélio Castroneves não participa em tempo integral, uma vez que ele correu apenas em Indianápolis (trecho misto e 500 Milhas) e também foi a última de Danica Patrick no automobilismo.
Este ano também marcou o retorno do clássico circuito de Portland, que fez parte da categoria por 24 anos ininterruptos.

## Equipes e pilotos
Este gráfico reflete apenas as combinações confirmadas e citadas de piloto, motor e equipe.
| Equipe                                             | Motor     | No. | Piloto(s)               | Etapa(s)                      |
| -------------------------------------------------- | --------- | --- | ----------------------- | ----------------------------- |
| A. J. Foyt Enterprises                             | Chevrolet | 4   | Matheus Leist R         | Todas                         |
| A. J. Foyt Enterprises                             | Chevrolet | 14  | Tony Kanaan             | Todas                         |
| A. J. Foyt Enterprises with Byrd-Hollinger-Belardi | Chevrolet | 33  | James Davison           | 6                             |
| Andretti Autosport                                 | Honda     | 25  | Stefan Wilson R         | 6                             |
| Andretti Autosport                                 | Honda     | 26  | Zach Veach R            | Todas                         |
| Andretti Autosport                                 | Honda     | 27  | Alexander Rossi         | Todas                         |
| Andretti Autosport                                 | Honda     | 28  | Ryan Hunter-Reay        | Todas                         |
| Andretti Autosport                                 | Honda     | 29  | Carlos Muñoz            | 6                             |
| Andretti Herta Autosport with Curb Agajanian       | Honda     | 98  | Marco Andretti          | Todas                         |
| Carlin                                             | Chevrolet | 23  | Charlie Kimball         | Todas                         |
| Carlin                                             | Chevrolet | 59  | Max Chilton             | Todas                         |
| Chip Ganassi Racing                                | Honda     | 9   | Scott Dixon             | Todas                         |
| Chip Ganassi Racing                                | Honda     | 10  | Ed Jones                | Todas                         |
| Dale Coyne Racing                                  | Honda     | 19  | Zachary Claman DeMelo R | 1, 3–6, 9–12                  |
| Dale Coyne Racing                                  | Honda     | 19  | Pietro Fittipaldi R     | 2, 13–17                      |
| Dale Coyne Racing                                  | Honda     | 19  | Santino Ferrucci R      | 7–8                           |
| Dale Coyne Racing                                  | Honda     | 39  | Santino Ferrucci R      | 16–17                         |
| Dale Coyne Racing                                  | Honda     | 63  | Pippa Mann              | 6                             |
| Dale Coyne Racing with Thom Burns Racing           | Honda     | 17  | Conor Daly              | 6                             |
| Dale Coyne Racing with Vasser-Sullivan             | Honda     | 18  | Sébastien Bourdais      | Todas                         |
| Dreyer & Reinbold Racing                           | Chevrolet | 24  | Sage Karam              | 6                             |
| Dreyer & Reinbold Racing                           | Chevrolet | 66  | J. R. Hildebrand        | 6                             |
| Ed Carpenter Racing                                | Chevrolet | 13  | Danica Patrick          | 6                             |
| Ed Carpenter Racing                                | Chevrolet | 20  | Jordan King R           | 1, 3-5, 7-8, 10, 12-13, 16-17 |
| Ed Carpenter Racing                                | Chevrolet | 20  | Ed Carpenter            | 2, 6, 9, 11, 14-15            |
| Ed Carpenter Racing                                | Chevrolet | 21  | Spencer Pigot           | Todas                         |
| Harding Racing                                     | Chevrolet | 8   | Patricio O'Ward R       | 17                            |
| Harding Racing                                     | Chevrolet | 88  | Gabby Chaves            | 1–11, 15–16                   |
| Harding Racing                                     | Chevrolet | 88  | Conor Daly              | 12                            |
| Harding Racing                                     | Chevrolet | 88  | Colton Herta R          | 17                            |
| Juncos Racing                                      | Chevrolet | 32  | René Binder R           | 1, 4, 12–13                   |
| Juncos Racing                                      | Chevrolet | 32  | Kyle Kaiser R           | 2–3, 5–6                      |
| Juncos Racing                                      | Chevrolet | 32  | Alfonso Celis Jr. R     | 10, 16                        |
| Michael Shank Racing                               | Honda     | 60  | Jack Harvey R           | 1                             |
| Meyer Shank Racing with Schmidt Peterson           | Honda     | 60  | Jack Harvey R           | 3, 6, 13, 16–17               |
| Rahal Letterman Lanigan Racing                     | Honda     | 15  | Graham Rahal            | Todas                         |
| Rahal Letterman Lanigan Racing                     | Honda     | 30  | Takuma Sato             | Todas                         |
| Rahal Letterman Lanigan Racing with Scuderia Corsa | Honda     | 64  | Oriol Servià            | 6                             |
| Schmidt Peterson Motorsports                       | Honda     | 5   | James Hinchcliffe       | Todas                         |
| Schmidt Peterson Motorsports                       | Honda     | 6   | Robert Wickens R        | 1–14                          |
| Schmidt Peterson Motorsports                       | Honda     | 6   | Carlos Muñoz            | 16–17                         |
| SPM / AFS Racing                                   | Honda     | 7   | Jay Howard              | 6                             |
| Team Penske                                        | Chevrolet | 1   | Josef Newgarden         | Todas                         |
| Team Penske                                        | Chevrolet | 3   | Hélio Castroneves       | 5-6                           |
| Team Penske                                        | Chevrolet | 12  | Will Power              | Todas                         |
| Team Penske                                        | Chevrolet | 22  | Simon Pagenaud          | Todas                         |

 R  Estreante na categoria (Rookie)

## Calendário
| Prova | Nome da corrida                                   | Circuito                       | Local                   | Data            | Voltas |
| ----- | ------------------------------------------------- | ------------------------------ | ----------------------- | --------------- | ------ |
| 1     | Firestone Grand Prix of St. Petersburg            | Ruas de St. Petersburg         | St. Petersburg, Flórida | 11 de março     | 110    |
| 2     | Desert Diamond West Valley Phoenix Grand Prix 250 | ISM Raceway                    | Avondale, Arizona       | 7 de abril      | 250    |
| 3     | Toyota Grand Prix of Long Beach                   | Ruas de Long Beach             | Long Beach, Califórnia  | 15 de abril     | 85     |
| 4     | Honda Indy Grand Prix of Alabama                  | Barber Motorsports Park        | Birmingham, Alabama     | 22-23 de abril1 | 90     |
| 5     | Angie's List Grand Prix of Indianapolis           | Indianapolis Motor Speedway    | Speedway, Indiana       | 12 de maio      | 82     |
| 6     | 102st Indianapolis 500                            | Indianapolis Motor Speedway    | Speedway, Indiana       | 27 de maio      | 200    |
| 7     | Chevrolet Indy Dual in Detroit (1)                | Belle Isle Park                | Detroit, Michigan       | 2 de junho      | 70     |
| 8     | Chevrolet Indy Dual in Detroit (2)                | Belle Isle Park                | Detroit, Michigan       | 3 de junho      | 70     |
| 9     | Firestone 600                                     | Texas Motor Speedway           | Fort Worth, Texas       | 9 de junho      | 248    |
| 10    | Kohler Grand Prix                                 | Road America                   | Elkhart Lake, Wisconsin | 24 de junho     | 50     |
| 11    | Iowa Corn 300                                     | Iowa Speedway                  | Newton, Iowa            | 9 de julho      | 300    |
| 12    | Honda Indy Toronto                                | Exhibition Place               | Toronto, Ontário        | 15 de julho     | 85     |
| 13    | Honda Indy 200                                    | Mid-Ohio Sports Car Course     | Lexington, Ohio         | 29 de julho     | 90     |
| 14    | ABC Supply 500                                    | Pocono Raceway                 | Long Pond, Pensilvânia  | 19 de agosto    | 200    |
| 15    | St. Louis 250                                     | Gateway Motorsports Park       | St. Louis, Missouri     | 25 de agosto    | 200    |
| 16    | Grand Prix of Portland                            | Portland International Raceway | Portland, Oregon        | 2 de setembro   | 105    |
| 17    | GoPro Grand Prix of Sonoma                        | Sonoma Raceway                 | Sonoma, Califórnia      | 16 de setembro  | 85     |

- Circuitos ovais
- Circuitos mistos permanentes
- Circuitos de rua temporários

↑1 Em decorrência do mau tempo, o GP de Barber foi adiado e seu horário alterado para as 13 horas do dia 23 de abril. A corrida estava na volta 22 quando, após o australiano Will Power aquaplanar durante a relargada e capotar, a bandeira vermelha foi acionada.

## Resultados
| Etapa | Corrida        | Pole position      | Volta mais rápida     | Líder por mais voltas | Vencedor           | Vencedor                               | Vencedor  | Detalhes |
| Etapa | Corrida        | Pole position      | Volta mais rápida     | Líder por mais voltas | Piloto             | Equipe                                 | Motor     | Detalhes |
| ----- | -------------- | ------------------ | --------------------- | --------------------- | ------------------ | -------------------------------------- | --------- | -------- |
| 1     | St. Petersburg | Robert Wickens     | Alexander Rossi       | Robert Wickens        | Sébastien Bourdais | Dale Coyne Racing with Vasser-Sullivan | Honda     | Detalhes |
| 2     | Phoenix 250    | Sébastien Bourdais | Sébastien Bourdais    | Will Power            | Josef Newgarden    | Team Penske                            | Chevrolet | Detalhes |
| 3     | Long Beach     | Alexander Rossi    | Josef Newgarden       | Alexander Rossi       | Alexander Rossi    | Andretti Autosport                     | Honda     | Detalhes |
| 4     | Alabama        | Josef Newgarden    | Zachary Claman DeMelo | Josef Newgarden       | Josef Newgarden    | Team Penske                            | Chevrolet | Detalhes |
| 5     | Indy GP        | Will Power         | Scott Dixon           | Robert Wickens        | Will Power         | Team Penske                            | Chevrolet | Detalhes |
| 6     | Indy 500       | Ed Carpenter       | Hélio Castroneves     | Ed Carpenter          | Will Power         | Team Penske                            | Chevrolet | Detalhes |
| 7     | Detroit 1      | Marco Andretti     | Ryan Hunter-Reay      | Scott Dixon           | Scott Dixon        | Chip Ganassi Racing                    | Honda     | Detalhes |
| 8     | Detroit 2      | Alexander Rossi    | Ryan Hunter-Reay      | Alexander Rossi       | Ryan Hunter-Reay   | Andretti Autosport                     | Honda     | Detalhes |
| 9     | Texas 600k     | Josef Newgarden    | Josef Newgarden       | Scott Dixon           | Scott Dixon        | Chip Ganassi Racing                    | Honda     | Detalhes |
| 10    | Elkhart Lake   | Josef Newgarden    | Zach Veach            | Josef Newgarden       | Josef Newgarden    | Team Penske                            | Chevrolet | Detalhes |
| 11    | Iowa 300       | Will Power         | Will Power            | Josef Newgarden       | James Hinchcliffe  | Schmidt Peterson Motorsports           | Honda     | Detalhes |
| 12    | Toronto        | Josef Newgarden    | Will Power            | Scott Dixon           | Scott Dixon        | Chip Ganassi Racing                    | Honda     | Detalhes |
| 13    | Mid-Ohio       | Alexander Rossi    | Scott Dixon           | Alexander Rossi       | Alexander Rossi    | Andretti Autosport                     | Honda     | Detalhes |
| 14    | Pocono 500     | Will Power         | Sébastien Bourdais    | Alexander Rossi       | Alexander Rossi    | Andretti Autosport                     | Honda     | Detalhes |
| 15    | St. Louis 500k | Scott Dixon        | Will Power            | Scott Dixon           | Will Power         | Team Penske                            | Chevrolet | Detalhes |
| 16    | Portland       | Will Power         | Carlos Muñoz          | Alexander Rossi       | Takuma Sato        | Rahal Letterman Lanigan Racing         | Honda     | Detalhes |
| 17    | Sonoma         | Ryan Hunter-Reay   | Scott Dixon           | Ryan Hunter-Reay      | Ryan Hunter-Reay   | Andretti Autosport                     | Honda     | Detalhes |

## Classificação
| Pos | Driver                  | STP | PHX | LBH | ALA | IGP | INDY | DET | DET | TEX | ROA | IOW | TOR | MDO | POC | GAT | POR | SNM | Pts |
| --- | ----------------------- | --- | --- | --- | --- | --- | ---- | --- | --- | --- | --- | --- | --- | --- | --- | --- | --- | --- | --- |
| 1   | Scott Dixon             | 6   | 4   | 11  | 6   | 2   | 3    | 1*  | 4   | 1*  | 3   | 12  | 1*  | 5   | 3   | 3*  | 5   | 2   | 678 |
| 2   | Alexander Rossi         | 3   | 3   | 1*  | 11  | 5   | 4    | 3   | 12* | 3   | 16  | 9   | 8   | 1*  | 1*  | 2   | 8*  | 7   | 621 |
| 3   | Will Power              | 10  | 22* | 2   | 21  | 1*  | 1    | 7   | 2   | 18  | 23  | 6   | 18  | 3   | 2   | 1   | 21  | 3   | 582 |
| 4   | Ryan Hunter-Reay        | 5   | 5   | 20  | 2   | 18  | 5    | 2   | 1   | 5   | 2   | 19  | 16  | 7   | 18  | 20  | 2   | 1*  | 566 |
| 5   | Josef Newgarden         | 7   | 1   | 7   | 1*  | 11  | 8    | 9   | 15  | 13  | 1*  | 4*  | 9   | 4   | 5   | 7   | 10  | 8   | 560 |
| 6   | Simon Pagenaud          | 13  | 10  | 24  | 9   | 8   | 6    | 17  | 10  | 2   | 7   | 8   | 2   | 8   | 8   | 4   | 6   | 4   | 492 |
| 7   | Sébastien Bourdais      | 1   | 13  | 13  | 5   | 4   | 28   | 13  | 21  | 8   | 13  | 11  | 19  | 6   | 4   | 21  | 3   | 6   | 425 |
| 8   | Graham Rahal            | 2   | 9   | 5   | 7   | 9   | 10   | 23  | 5   | 6   | 6   | 7   | 21  | 9   | 14  | 10  | 23  | 23  | 392 |
| 9   | Marco Andretti          | 9   | 12  | 6   | 10  | 13  | 12   | 4   | 9   | 14  | 11  | 16  | 10  | 11  | 7   | 14  | 25  | 5   | 392 |
| 10  | James Hinchcliffe       | 4   | 6   | 9   | 3   | 7   | NQ   | 11  | 16  | 4   | 10  | 1   | 4   | 14  | 20  | 15  | 22  | 15  | 391 |
| 11  | Robert Wickens RY       | 18* | 2   | 22  | 4   | 3   | 9    | 8   | 6   | 19  | 5   | 5   | 3   | 2   | 19  |     |     |     | 391 |
| 12  | Takuma Sato             | 12  | 11  | 21  | 8   | 10  | 32   | 5   | 17  | 7   | 4   | 3   | 22  | 17  | 21  | 9   | 1   | 25  | 351 |
| 13  | Ed Jones                | 8   | 20  | 3   | 20  | 22  | 31   | 6   | 3   | 9   | 9   | 13  | 12  | 15  | 12  | 8   | 24  | 10  | 343 |
| 14  | Spencer Pigot           | 15  | 14  | 15  | 15  | 15  | 20   | 10  | 23  | 11  | 8   | 2   | 20  | 13  | 16  | 6   | 4   | 24  | 325 |
| 15  | Zach Veach R            | 16  | 16  | 4   | 13  | 23  | 23   | 12  | 13  | 16  | 22  | 20  | 7   | 10  | 6   | 5   | 19  | 14  | 313 |
| 16  | Tony Kanaan             | 11  | 8   | 8   | 18  | 14  | 25   | 14  | 7   | 21  | 14  | 17  | 6   | 18  | 17  | 13  | 11  | 12  | 312 |
| 17  | Charlie Kimball         | 20  | 17  | 10  | 23  | 20  | 18   | 19  | 8   | 10  | 18  | 14  | 5   | 16  | 9   | 19  | 7   | 22  | 287 |
| 18  | Matheus Leist R         | 24  | 19  | 14  | 12  | 21  | 13   | 15  | 14  | 22  | 15  | 22  | 15  | 19  | 11  | 16  | 14  | 19  | 253 |
| 19  | Max Chilton             | 19  | 18  | 17  | 22  | 16  | 22   | 20  | 11  | 12  | 17  | 15  | 23  | 24  | 13  | 17  | 18  | 21  | 223 |
| 20  | Ed Carpenter            |     | 7   |     |     |     | 2*   |     |     | 20  |     | 10  |     |     | 10  | 12  |     |     | 187 |
| 21  | Gabby Chaves            | 14  | 15  | 19  | 17  | 17  | 14   | 18  | 19  | 15  | 19  | 21  |     |     |     | 18  | 13  |     | 187 |
| 22  | Jordan King R           | 21  |     | 18  | 14  | 24  |      | 16  | 18  |     | 12  |     | 11  | 12  |     |     | 15  | 13  | 175 |
| 23  | Zachary Claman DeMelo R | 17  |     | 23  | 19  | 12  | 19   |     |     | 17  | 21  | 18  | 14  |     |     |     |     |     | 122 |
| 24  | Jack Harvey R           | 23  |     | 12  |     |     | 16   |     |     |     |     |     |     | 20  |     |     | 16  | 17  | 103 |
| 25  | Carlos Muñoz            |     |     |     |     |     | 7    |     |     |     |     |     |     |     |     |     | 12  | 18  | 95  |
| 26  | Pietro Fittipaldi R     |     | 23  |     |     |     |      |     |     |     |     |     |     | 23  | 22  | 11  | 9   | 16  | 91  |
| 27  | Santino Ferrucci R      |     |     |     |     |     |      | 22  | 20  |     |     |     |     |     |     |     | 20  | 11  | 66  |
| 28  | René Binder R           | 22  |     |     | 16  |     |      | 21  | 22  |     |     |     | 17  | 21  | 15  |     |     |     | 61  |
| 29  | Conor Daly              |     |     |     |     |     | 21   |     |     |     |     |     | 13  | 22  |     |     |     |     | 58  |
| 30  | Kyle Kaiser R           |     | 21  | 16  |     | 19  | 29   |     |     |     |     |     |     |     |     |     |     |     | 45  |
| 31  | Patricio O'Ward R       |     |     |     |     |     |      |     |     |     |     |     |     |     |     |     |     | 9   | 44  |
| 32  | Hélio Castroneves       |     |     |     |     | 6   | 27   |     |     |     |     |     |     |     |     |     |     |     | 40  |
| 33  | J. R. Hildebrand        |     |     |     |     |     | 11   |     |     |     |     |     |     |     |     |     |     |     | 38  |
| 34  | Stefan Wilson R         |     |     |     |     |     | 15   |     |     |     |     |     |     |     |     |     |     |     | 31  |
| 35  | Oriol Servià            |     |     |     |     |     | 17   |     |     |     |     |     |     |     |     |     |     |     | 27  |
| 36  | Alfonso Celis Jr. R     |     |     |     |     |     |      |     |     |     | 20  |     |     |     |     |     | 17  |     | 23  |
| 37  | Colton Herta R          |     |     |     |     |     |      |     |     |     |     |     |     |     |     |     |     | 20  | 20  |
| 38  | Danica Patrick          |     |     |     |     |     | 30   |     |     |     |     |     |     |     |     |     |     |     | 13  |
| 39  | Jay Howard              |     |     |     |     |     | 24   |     |     |     |     |     |     |     |     |     |     |     | 12  |
| 40  | Sage Karam              |     |     |     |     |     | 26   |     |     |     |     |     |     |     |     |     |     |     | 10  |
| 41  | James Davison           |     |     |     |     |     | 33   |     |     |     |     |     |     |     |     |     |     |     | 10  |
| –   | Pippa Mann              |     |     |     |     |     | NQ   |     |     |     |     |     |     |     |     |     |     |     | 0   |
| Pos | Driver                  | STP | PHX | LBH | ALA | IMS | INDY | DET | DET | TEX | ROA | IOW | TOR | MDO | POC | GAT | POR | SNM | Pts |

| Pos | Driver                  | STP | PHX | LBH | ALA | IGP | INDY | DET | DET | TEX | ROA | IOW | TOR | MDO | POC | GAT | POR | SNM | Pts |
| --- | ----------------------- | --- | --- | --- | --- | --- | ---- | --- | --- | --- | --- | --- | --- | --- | --- | --- | --- | --- | --- |
| 1   | Scott Dixon             | 6   | 4   | 11  | 6   | 2   | 3    | 1*  | 4   | 1*  | 3   | 12  | 1*  | 5   | 3   | 3*  | 5   | 2   | 678 |
| 2   | Alexander Rossi         | 3   | 3   | 1*  | 11  | 5   | 4    | 3   | 12* | 3   | 16  | 9   | 8   | 1*  | 1*  | 2   | 8*  | 7   | 621 |
| 3   | Will Power              | 10  | 22* | 2   | 21  | 1*  | 1    | 7   | 2   | 18  | 23  | 6   | 18  | 3   | 2   | 1   | 21  | 3   | 582 |
| 4   | Ryan Hunter-Reay        | 5   | 5   | 20  | 2   | 18  | 5    | 2   | 1   | 5   | 2   | 19  | 16  | 7   | 18  | 20  | 2   | 1*  | 566 |
| 5   | Josef Newgarden         | 7   | 1   | 7   | 1*  | 11  | 8    | 9   | 15  | 13  | 1*  | 4*  | 9   | 4   | 5   | 7   | 10  | 8   | 560 |
| 6   | Simon Pagenaud          | 13  | 10  | 24  | 9   | 8   | 6    | 17  | 10  | 2   | 7   | 8   | 2   | 8   | 8   | 4   | 6   | 4   | 492 |
| 7   | Sébastien Bourdais      | 1   | 13  | 13  | 5   | 4   | 28   | 13  | 21  | 8   | 13  | 11  | 19  | 6   | 4   | 21  | 3   | 6   | 425 |
| 8   | Graham Rahal            | 2   | 9   | 5   | 7   | 9   | 10   | 23  | 5   | 6   | 6   | 7   | 21  | 9   | 14  | 10  | 23  | 23  | 392 |
| 9   | Marco Andretti          | 9   | 12  | 6   | 10  | 13  | 12   | 4   | 9   | 14  | 11  | 16  | 10  | 11  | 7   | 14  | 25  | 5   | 392 |
| 10  | James Hinchcliffe       | 4   | 6   | 9   | 3   | 7   | NQ   | 11  | 16  | 4   | 10  | 1   | 4   | 14  | 20  | 15  | 22  | 15  | 391 |
| 11  | Robert Wickens RY       | 18* | 2   | 22  | 4   | 3   | 9    | 8   | 6   | 19  | 5   | 5   | 3   | 2   | 19  |     |     |     | 391 |
| 12  | Takuma Sato             | 12  | 11  | 21  | 8   | 10  | 32   | 5   | 17  | 7   | 4   | 3   | 22  | 17  | 21  | 9   | 1   | 25  | 351 |
| 13  | Ed Jones                | 8   | 20  | 3   | 20  | 22  | 31   | 6   | 3   | 9   | 9   | 13  | 12  | 15  | 12  | 8   | 24  | 10  | 343 |
| 14  | Spencer Pigot           | 15  | 14  | 15  | 15  | 15  | 20   | 10  | 23  | 11  | 8   | 2   | 20  | 13  | 16  | 6   | 4   | 24  | 325 |
| 15  | Zach Veach R            | 16  | 16  | 4   | 13  | 23  | 23   | 12  | 13  | 16  | 22  | 20  | 7   | 10  | 6   | 5   | 19  | 14  | 313 |
| 16  | Tony Kanaan             | 11  | 8   | 8   | 18  | 14  | 25   | 14  | 7   | 21  | 14  | 17  | 6   | 18  | 17  | 13  | 11  | 12  | 312 |
| 17  | Charlie Kimball         | 20  | 17  | 10  | 23  | 20  | 18   | 19  | 8   | 10  | 18  | 14  | 5   | 16  | 9   | 19  | 7   | 22  | 287 |
| 18  | Matheus Leist R         | 24  | 19  | 14  | 12  | 21  | 13   | 15  | 14  | 22  | 15  | 22  | 15  | 19  | 11  | 16  | 14  | 19  | 253 |
| 19  | Max Chilton             | 19  | 18  | 17  | 22  | 16  | 22   | 20  | 11  | 12  | 17  | 15  | 23  | 24  | 13  | 17  | 18  | 21  | 223 |
| 20  | Ed Carpenter            |     | 7   |     |     |     | 2*   |     |     | 20  |     | 10  |     |     | 10  | 12  |     |     | 187 |
| 21  | Gabby Chaves            | 14  | 15  | 19  | 17  | 17  | 14   | 18  | 19  | 15  | 19  | 21  |     |     |     | 18  | 13  |     | 187 |
| 22  | Jordan King R           | 21  |     | 18  | 14  | 24  |      | 16  | 18  |     | 12  |     | 11  | 12  |     |     | 15  | 13  | 175 |
| 23  | Zachary Claman DeMelo R | 17  |     | 23  | 19  | 12  | 19   |     |     | 17  | 21  | 18  | 14  |     |     |     |     |     | 122 |
| 24  | Jack Harvey R           | 23  |     | 12  |     |     | 16   |     |     |     |     |     |     | 20  |     |     | 16  | 17  | 103 |
| 25  | Carlos Muñoz            |     |     |     |     |     | 7    |     |     |     |     |     |     |     |     |     | 12  | 18  | 95  |
| 26  | Pietro Fittipaldi R     |     | 23  |     |     |     |      |     |     |     |     |     |     | 23  | 22  | 11  | 9   | 16  | 91  |
| 27  | Santino Ferrucci R      |     |     |     |     |     |      | 22  | 20  |     |     |     |     |     |     |     | 20  | 11  | 66  |
| 28  | René Binder R           | 22  |     |     | 16  |     |      | 21  | 22  |     |     |     | 17  | 21  | 15  |     |     |     | 61  |
| 29  | Conor Daly              |     |     |     |     |     | 21   |     |     |     |     |     | 13  | 22  |     |     |     |     | 58  |
| 30  | Kyle Kaiser R           |     | 21  | 16  |     | 19  | 29   |     |     |     |     |     |     |     |     |     |     |     | 45  |
| 31  | Patricio O'Ward R       |     |     |     |     |     |      |     |     |     |     |     |     |     |     |     |     | 9   | 44  |
| 32  | Hélio Castroneves       |     |     |     |     | 6   | 27   |     |     |     |     |     |     |     |     |     |     |     | 40  |
| 33  | J. R. Hildebrand        |     |     |     |     |     | 11   |     |     |     |     |     |     |     |     |     |     |     | 38  |
| 34  | Stefan Wilson R         |     |     |     |     |     | 15   |     |     |     |     |     |     |     |     |     |     |     | 31  |
| 35  | Oriol Servià            |     |     |     |     |     | 17   |     |     |     |     |     |     |     |     |     |     |     | 27  |
| 36  | Alfonso Celis Jr. R     |     |     |     |     |     |      |     |     |     | 20  |     |     |     |     |     | 17  |     | 23  |
| 37  | Colton Herta R          |     |     |     |     |     |      |     |     |     |     |     |     |     |     |     |     | 20  | 20  |
| 38  | Danica Patrick          |     |     |     |     |     | 30   |     |     |     |     |     |     |     |     |     |     |     | 13  |
| 39  | Jay Howard              |     |     |     |     |     | 24   |     |     |     |     |     |     |     |     |     |     |     | 12  |
| 40  | Sage Karam              |     |     |     |     |     | 26   |     |     |     |     |     |     |     |     |     |     |     | 10  |
| 41  | James Davison           |     |     |     |     |     | 33   |     |     |     |     |     |     |     |     |     |     |     | 10  |
| –   | Pippa Mann              |     |     |     |     |     | NQ   |     |     |     |     |     |     |     |     |     |     |     | 0   |
| Pos | Driver                  | STP | PHX | LBH | ALA | IMS | INDY | DET | DET | TEX | ROA | IOW | TOR | MDO | POC | GAT | POR | SNM | Pts |

| Cor                     | Resultado                            |
| ----------------------- | ------------------------------------ |
| Ouro                    | Vencedor                             |
| Prata                   | 2º lugar                             |
| Bronze                  | 3º lugar                             |
| Verde                   | 4º e 5º lugares                      |
| Azul claro              | 6º–10º lugares                       |
| Azul escuro             | Completou a corrida (fora do Top 10) |
| Roxo                    | Não completou a corrida              |
| Vermelho                | Não se classificou (NQ)              |
| Marrom                  | Retirou-se da corrida (Wth)          |
| Preto                   | Desclassificado (DSQ)                |
| Branco                  | Não largou (DNS)                     |
| Abandonou a corrida (C) |                                      |
| Vazio                   | Não participou                       |

| Notas   |                                                                                               |
| Negrito | Pole position (1 ponto; exceto 500 Milhas)                                                    |
| Itálico | Volta mais rápida                                                                             |
| *       | Liderou mais voltas (2 pontos)                                                                |
| DNS     | Classificado para a corrida, mas não largou (DNS). Ganharia a metade da pontuação se largasse |
| 1       | Treino cancelado. Sem pontuação-bônus                                                         |
| RY      | Rookie do Ano                                                                                 |
| R       | Rookie                                                                                        |

- Um (1) ponto no campeonato é garantido a cada piloto que liderar ao menos uma única volta. Dois (2) pontos adicionais são garantidos para o piloto que liderar o maior número de voltas durante a corrida.
- Em todas as corridas, exceto a Indy 500, o pole position recebe um ponto de bonificação.
- Entrant-initiated engine change-outs before the engines reach their required distance run will result in the loss of ten (-10) points.
- O critério de desempate é o número de vitórias, seguido do número de segundos lugares, terceiros lugares, etc. Se continuar empatado, o número de pole positions, seguido de segundos lugares no grid, terceiros, etc.